# Étrappe
Étrappe – miejscowość i gmina we Francji, w regionie Burgundia-Franche-Comté, w departamencie Doubs.
Według danych na rok 1990 gminę zamieszkiwało 165 osób, a gęstość zaludnienia wynosiła 57 osób/km² (wśród 1786 gmin Franche-Comté Étrappe plasuje się na 579. miejscu pod względem liczby ludności, natomiast pod względem powierzchni na miejscu 968.).